# Codex Beratinus

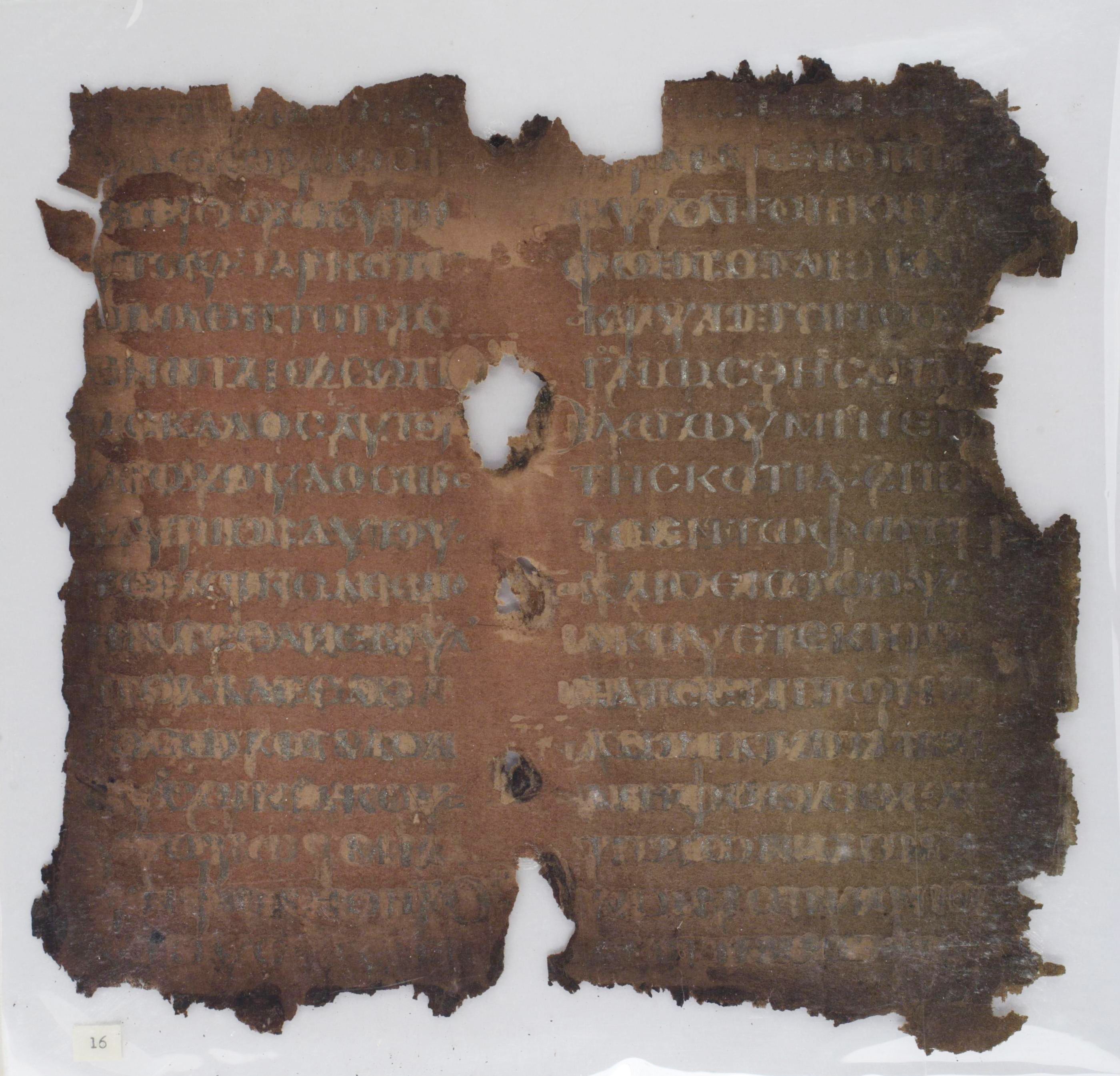
Codex Beratinus

El Codex Beratinus (Tirana, Arkivi Qendror i Shtetit, No 1; Gregory-Aland no. Φ o 043; ε 17 (von Soden)) es un manuscrito uncial purpúreo del siglo VI. El códice contiene el Evangelio de Mateo y Marcos.

## Descripción
El códice consiste de un total de 190 folios de 31 x 27 cm. El texto está escrito en dos columnas por página, con entre 17 líneas por columna.
El texto griego de este códice es una representación del tipo textual bizantino. Kurt Aland lo ubicó en la Categoría V.